# Spleiß (Filmtechnik)

Magnetfilm mit Spleiß

Spleiß ist der Oberbegriff für Filmverbindungen. Man unterscheidet bei diesen zwischen Klebestellen und Schweißnähten.
Für die Anfertigung von Klebestellen gibt es zwei unterschiedliche Methoden: werden sie mit Filmkitt gefertigt, spricht man von nasser Klebestelle (bzw. Nasskleben). Demgegenüber stehen die sogenannten trockenen Klebestellen (bzw. das Trockenkleben) mit Selbstklebeband. Diese beiden Verfahren sind im Kino- und Amateurfilmbereich üblich. Das Trockenkleben ist dabei materialschonender, da zum Nasskleben die zu verbindenden Filmteile permanent überlappend miteinander verbunden werden, weshalb beim Auftrennen einer solchen Verbindung einige Bilder Verlust unumgänglich sind.
Für jedes Verfahren gibt es eigene Geräte, mit denen man dafür sorgt, dass die Filmabschnitte genau zueinander ausgerichtet sind, insbesondere dass der Lochabstand über den Spleiß eingehalten ist. Dazu gehören der Filmschaber, der Filmhobel, der spanlos wirkende Filmspalter, die Klebepresse, die Stumpfklebelehre und die heizbare Schnellklebepresse.
Schweißnähte sind hingegen das Resultat der Verbindung von Polyesterfilm mit Hilfe von Ultraschall- oder Wärmeschweißgeräten, wie sie üblicherweise im Kopierwerk bei der Ausbelichtung von Filmkopien erfolgt, wenn zwei Rohfilmrollen aneinandergefügt werden. Spleiße sollten grundsätzlich mit dem Bildstrich zusammenfallen, gerade das Verschweißen von Rohfilmrollen führt jedoch oftmals auch zu im Bild sichtbaren Schweißnähten.
Schlecht hergestellte Spleiße sind oft Anlass von Filmriss und -entgleisung in Projektor und Kopiermaschine, da der Film an diesen Stellen nicht sicher geführt werden kann.
Es gelten die internationalen Normen ISO 6038 für Spleiße bei den Filmformaten 70, 65, 35 und 16 mm und 3642 für Spleiße im Super-8-Film.